# Cristóbal Halffter
Cristóbal Halffter Jiménez-Encina (Madrid, 24 de marzo de 1930-Villafranca del Bierzo, 23 de mayo de 2021), fue un compositor clásico y director de orquesta español, uno de los más destacados de la llamada Generación del 51. Residió en Villafranca del Bierzo con su esposa, la pianista Marita Caro, con la que tuvo tres hijos, Alonso, María y Pedro Halffter Caro. 

## Biografía
Nació en Madrid en una familia musical (sus tíos Rodolfo y Ernesto también fueron notables compositores). En 1936, huyendo de la guerra civil española, su familia se trasladó a la Alemania nazi, donde hizo sus estudios elementales en Baviera. Una vez finalizada la Guerra Civil en 1939 la familia regresó a Madrid donde Cristóbal Halffter estudió composición con Conrado del Campo en el Real Conservatorio Superior de Música de Madrid, graduándose en 1951. Fuera del conservatorio estudió con Alexandre Tansman y André Jolivet. 
Trabajó en la Radio Nacional de España, y estudió dirección de orquesta. En 1952, su Antífona Pascual obtuvo un resonante éxito, y en 1953 su Concierto para piano ganó el Premio Nacional de Música. Entre 1955 y 1963, fue director de orquesta de la Orquesta Falla. Siguió una exitosa carrera como compositor y director, escribiendo música que combinaba elementos tradicionales españoles con técnicas de vanguardia. En 1961 fue nombrado catedrático de composición y formas musicales en el Real Conservatorio de Madrid, siendo nombrado Consejero Nacional de Educación y director de dicho centro entre 1964 y 1966. 
En 1967 ganó becas para estudiar en la Ford Fundation de Estados Unidos y la DAAD de Berlín. Fue lector en la Universidad de Navarra entre 1970 y 1978 y en el Internationale Ferienkurse für Neue Musik en Darmstadt. Entre 1976 y 1978 fue presidente de la sección española de la ISCM (International Society for Contemporary Music), y al año siguiente fue director artístico del Estudio de música electrónica en la Fundación Heinrich Strobel Foundation en Friburgo.
En 1987 compuso por encargo su obra "Variaciones Dortmund II" para conmemorar la constitución de dicha ciudad alemana.
En 2000, Cristóbal Halffter, con 70 años, volvía a colocar su nombre en el panorama artístico. El 23 de febrero en el Teatro Real de Madrid se estrenó su ópera Don Quijote, con libreto de Andrés Amorós, director general del INAEM, basada en la obra inmortal de Cervantes y otros poetas españoles. Se compuso como ópera en un único acto entre diciembre de 1996 y mayo de 1999. En 2003 se graba la obra en dos CD en el Auditorio Nacional de Música con la Orquesta Sinfónica de Madrid y el Coro Nacional de España, dirigidos por su hijo Pedro Halffter. En 2004, se estrenó en Alemania, en la ciudad de Kiel. 
El 4 de agosto de 2003, se dio el estreno mundial de Adagio en forma de rondo para orquesta, encargada por la Filarmónica de Viena, en el Festival de Salzburgo dirigido por Semyon Bychkov.
En mayo de 2008 estrenó, también en Kiel, su segunda ópera, Lázaro, con libreto de Juan Carlos Marset, director general del INAEM, para conmemorar el Centenario de su Teatro de ópera, encargo que se le realizó tras la representación en Kiel de Don Quijote. Allí se realizó una grabación de la obra en DVD.
Residió en el Castillo-Palacio de los Marqueses de Villafranca, ubicado en Villafranca del Bierzo, provincia de León. Su esposa hasta su fallecimiento en 2017 fue la pianista María Manuela Caro y Carvajal, hija de Mariano Caro y del Arroyo, IV conde de Peña Ramiro, que representaba una rama menor de los marqueses de Villafranca del Bierzo. El matrimonio tuvo tres hijos: Alonso, María y Pedro.
Falleció a los noventa y un años el 23 de mayo de 2021 en Villafranca del Bierzo.

## Aporte
Cristóbal Halffter fue uno de los compositores más importantes de la Generación del 51, grupo de artistas que renovaron el panorama musical español con la introducción de las técnicas musicales de la vanguardia europea, como el dodecafonismo y el serialismo. En dicho grupo también se considera a Ramón Barce, Josep Soler, Román Alís, Luis de Pablo, Carmelo Bernaola y otros, fundamentales en la música clásica española del período franquista.
Sus primeras obras denotan una influencia más bien nacionalista, pero poco a poco fue evolucionando hacia un estilo más vanguardista, asumiendo las características más modernas de su tiempo dentro de un lenguaje personal. En él se mezclan la atonalidad, el dodecafonismo, el serialismo, las músicas concreta, electrónica, y también el uso de las formas clásicas.
Las Naciones Unidas le encargaron la cantata Yes, speak out (texto de Norman Corwin) para conmemorar el XX aniversario de la Declaración Universal de los Derechos Humanos. En 1981 recibió la Medalla de Oro de Bellas Artes.
Hay un grupo de obras donde queda patente su preocupación por la muerte y el más allá: Planto por las víctimas de la violencia, para grupo de cámara y electroacústica (1971), Elegía a la muerte de tres poetas españoles (1975) y el Officium defunctorum para orquesta y coro estrenada en Les Invalides de París (1979).
La mayor parte de su música está publicada por Universal Edition.

## Premios y distinciones
- Prix d’Italia della RAI (1976)
- Miembro de la European Academy of Science, Arts and Humanities de París (1980)
- Medalla de Oro al Mérito en las Bellas Artes (1981)[3]
- Miembro de la Real Academia de Bellas Artes de San Fernando, Madrid (1983)
- Director principal invitado en la Orquesta Nacional de España, Madrid (desde 1989)
- Premio Nacional de Música de España (1989)

- Premio Montaigne de la Hamburger Stiftung F.V.S. (1994)

- Premio europeo de Composición de Karlsruhe (1995)
- Miembro de la Academia Europea de Ciencias y Artes (1997)
- Premio Fundación BBVA Fronteras del Conocimiento en la categoría de Música Contemporánea (2009)

- Gran Cruz de la Orden Civil de Alfonso X el Sabio (2015)[4]

## Música para películas
- Murió hace quince años (1954)
- El beso de Judas (1954)
- Una muchachita de Valladolid (1958)
- Llegaron dos hombres (1959)
- El extraño viaje (1964)

## Obras
- Antífona Pascual (1952)
- Concierto para piano y orquesta (1953)
- Tres piezas para cuarteto de cuerda (1955)
- Misa ducal (1956)
- Dos movimientos para timbal y orquesta de cuerda (1956)
- Introducción, fuga y final para piano (1957)
- Sonata para violín solo (1959)
- Microformas para orquesta (1960)
- Fanfare à la Memoire de Granados (1960?)
- Sinfonía para tres grupos instrumentales (1963)
- Cuatro canciones leonesas (1.-El carbonero, 2.-De campo, 3.-De cuna, 4.-La carbonerita de Salamanca) (1964)
- Secuencias (1964), para el Concierto de la Paz, conmemorativo de los 25 años de la dictadura franquista.[5]
- Misa de la Juventud (1965), por encargo de la delegación Nacional de Juventudes
- Líneas y puntos para 20 instrumentos de viento y medios electroacústicos (1966)
- Anillos para orquesta
- Cantata Symposium (1968)
- Cantata "Yes, speak out" (1968)
- Noche pasiva del sentido para soprano, dos percusionistas y 4 magnetofones (1970)
- Planto por las víctimas de la violencia, para grupo de cámara y electroacústica (1971)
- Réquiem por la libertad imaginada (1971)
- Pinturas negras (1972)
- Gaudium et Spes-Beunza (1972)
- Platero y yo (1974)
- Elegías a la muerte de tres poetas españoles (1975), de la que se realizó una película para la Televisión Alemana que recibió los premios Italia y el Emmy,
- Officium defunctuorum para orquesta y coro estrenada en Les Invalides de París (1979)
- Debla (1980)
- Tiento (1981)
- Dona nobis pacem (1984)
- "Tiento del primer tono y Batalla Imperial" (1986)
- Variaciones Dortmund II (1987)
- Motetes (1989)
- Preludio Madrid 92, obertura compuesta con ocasión de la capitalidad europea de la cultura para Madrid
- Don Quijote, ópera (1999)
- Adagio en forma de rondo para orquesta (2003)
- Lázaro, ópera (2007)

## Cita
El arte siempre está hecho por un ser humano y es fruto de su sensibilidad. En cada obra está la impronta del momento en el que fue hecha. Por eso el arte por el arte no existe, sería inhumano.

## Conservatorio Profesional de Música Cristóbal Halffter
Emplazado en la ciudad de Ponferrada, la capital de la comarca de El Bierzo en León, se encuentra el Conservatorio Profesional de Música Cristóbal Halffter donde se imparten educaciones elementales y profesionales o de grado medio. Entre la oferta educativa, destacan: instrumentos de cuerda (violín, viola, violonchelo y contrabajo), instrumentos de cuerda pulsada (guitarra), instrumentos de viento-madera (clarinete, oboe, flauta, saxofón y fagot), instrumentos de viento-metal y percusión (trompeta, trompa, trombón, tuba, percusión) e instrumentos de tecla, como el piano.
Desde el curso 2011-2012 cuenta con un nuevo edificio en el barrio de La Rosaleda.
Durante sus últimos años de vida estuvo muy ligado al Conservatorio Profesional de Ponferrada en el que se le dedicó un concierto, al cual asistieron tanto él como su mujer Marita, esta da nombre al auditorio. En dicho concierto se tocaron por primera vez en este conservatorio obras suyas como Tiento del primer tono y Batalla Imperial.